# Maride
Maride là lâu đài ở Mesopotamia, được đề cập bởi Ammianus Marcellinus (Ammian. xviii. 6), trong Constantius II. Maride hiện tại giống như Mardin, Thổ Nhĩ Kỳ.